# Power Dynamos FC
Power Dynamos FC is een Zambiaanse voetbalclub uit de stad Kitwe. Het is de aartsrivaal van Nkana FC.

## Erelijst

### Nationaal
- Zambian Premier League: 1991, 1994, 1997, 2000, 2011, 2023, 2025
- Zambian Cup: 1979, 1980, 1982, 1990, 1997, 2001, 2003
- Zambian Challenge Cup: 1990, 2001
- ABSA Cup: 2009, 2011
- Zambian Coca-Cola Cup: 2003
- Zambian Barclays Cup: 2009, 2011
- Zambian Charity Shield: 1998, 2004, 2009, 2012, 2013, 2016

### Continentaal
- African Cup Winners' Cup: 1991